# 李進 (成化進士)
李進（？—1512年），字時勉，山西承宣布政使司平陽府曲沃縣（今山西省曲沃縣）人，明朝政治人物、進士出身。

## 生平
成化五年，登進士，授戶部主事。此後歷任戶部員外郎、郎中。成化二十年，外調任廣平府知府。弘治三年，改濟南府知府。弘治七年，升任四川布政司右參政，弘治十二年，升任江西右布政使。弘治十四年，升河南左布政使。弘治十六年，任副都御史、宣府巡撫。